# Línea 71 (Córdoba)
La Línea 71 es una línea de transporte urbano de pasajeros de la ciudad de Córdoba, Argentina. El servicio está actualmente operado por la empresa TAMSE.
Anteriormente el servicio de la línea 71 era denominado como E5 desde 2002 por la empresa ciudad de córdoba, hasta que el 1 de marzo de 2014, con la implementación del nuevo sistema de transporte público, la E5 se fusiona como 71 operado por la misma empresa, por la quiebra de la empresa, el corredor 7 y otros corredores pasan a Autobuses Santa Fe a través que su nombre Autobuses Córdoba (Aucor), más tarde deja de existir y pasan a formar parte de ERSA Urbano donde está operó hasta el 1º de marzo de 2024 pasando a manos de TAMSE y ser operado por la misma el 9 de agosto del mismo año.

## Recorrido
De Bº Cabo Farina a B° Villa Belgrano. 
 Servicio diurno.
Ida: De Viña del Mar y Calle Publica A – Tenerife – Bermudas – Dr. Pedro Minuzzi – Cjal. Felipe Belardinelli – Av. Cruz Roja Argentina – Maestro Marcelo López – Ing. Medina Allende – Haya de la Torre – Bv. De la Reforma – Los Nogales – Av. Concepción Arenales – Av. Hipólito Yrigoyen – Túnel Plaza España – Bv. Chacabuco – Bv. Arturo Illia – Bv. San Juan – Marcelo T de Alvear – Belgrano – 27 de Abril – Paso de los Andes – Av. Duarte Quirós – Falucho – Av. Don Bosco – Av. Río Bamba – Chancay – Humberto Primo – Calandria – La Rioja – El Hornero – Cárcano – Puente Gavier – Dionisio Pappín – Roberto Boyle – Nepper – Blas Pascal – Hasta Av. Carlos Federico Gauss.
Regreso: De Blas Pascal y Av. Carlos Federico Gauss – por esta – Puente Chateau – Colectora Oeste – No ingresa a Feriar – Cruce Puente Av. Piamonte – Colectora Este – El Hornero – La Tablada – Igualdad – Chancay – Av. Río Bamba – Av. Don Bosco – Arrecifes – Av. Duarte Quirós – Misiones – Caseros – Paraguay – Coronel Olmedo – Colón – Gral Paz – Vélez Sarsfield – Hipólito Yrigoyen – Plaza España – Hipólito Yrigoyen – Av. Concepción Arenal – Bv. Enrique Barros – Los Nogales – Bv. De la Reforma – Haya de la Torre – Ing. Medina Allende – Maestro Marcelo López – Av. Cruz Roja Argentina- Cjal. Felipe Belardinelli – Dr. Pedro Minuzzi – Bermudas – Tenerife – Viña del Mar hasta Calle Publica A.